# 오 형제여 어디에 있는가
《오 형제여 어디에 있는가》(영어: O Brother, Where Art Thou?)는 2000년에 개봉한 미국의 모험 영화이다. 영화의 배경은 대공황 시기인 1937년 미국 미시시피주 시골 지역이다.

## 출연

### 주연
- 조지 클루니
- 존 터투로
- 팀 블레이크 넬슨

### 조연
- 찰스 더닝
- 존 굿맨
- 마이클 바다루코
- 홀리 헌터

## 기타
- 원작자: 호머
- 공동제작: 존 캐머런
- 미술: 데니스 가스너
- 의상: 메리 조프레즈
- 배역: 엘렌 체노워스